# Michael Fabiano
Michael Fabiano (Montclair, 8 maggio 1984) è un tenore statunitense.

## Biografia
Nato nel New Jersey da genitori originari di Scilla, Michael Fabiano studiò canto lirico all'Università del Michigan sotto la supervisione del tenore George Shirley e si laureò nel 2005. 
Nel 2007 fece il suo debutto professionale allo Stadttheater di Klagenfurt interpretando Alfredo ne La traviata e nello stesso anno cantò il ruolo di Rinuccio in Gianni Schicchi e dell'ussaro in Mavra all'Opera Nazionale Greca. All'inizio nel 2008 fece il suo debutto scaligero come Rinuccio sotto la direzione di Riccardo Chailly, a cui seguirono i ruoli di Rodolfo ne La Bohème con l'Orchestra di Filadelfia e Alfredo ne La Traviata con l'Orchestra del Minnesota. Nel 2009 cantò Alfredo ne La traviata e Pinkerton nella Madama Butterfly al Teatro San Carlo di Napoli ed esordì con l'English National Opera interpretando il duca di Mantova in Rigoletto. Nel 2010 fu la volta del debutto al Metropolitan come Raffaele in Stiffelio.
La stagione 2010/2011 lo vide impegnato in diversi esordi internazionali e cantò il ruoli del duca di Mantova al Semperoper, Edgardo nella Lucia di Lammermoor alla Vancouver Opera, Gennaro in Lucrezia Borgia con l'English National Opera e Rodolfo nella Bohème della Deutsche Oper Berlin. Sempre nello stesso anno cantò per la prima volta il Requiem di Verdi con la Columbus Symphony Orchestra ed esordì all'Opera Garnier come Cassio in Otello. La stagione successiva lo vide esordire alla San Francisco Opera come Gennaro accanto alla Lucrezia Borgia di Renée Fleming e durante il resto della stagione ampliò il proprio repertorio cantando i ruoli di Christian in Cyrano de Bergerac al Teatro Real ed Elgar ne Il sogno di Geronte con l'Orchestra sinfonica di Vienna; sempre nello stesso anno cantò ancora il Requiem verdiano e il Duca di Mantova in Florida. Nella stagione 2012/2013 cantò nuovamente Rodolfo a Seattle e Chicago, il Requiem di Verdi con la Filarmonica di Oslo e Alfredo presso la Santa Fe Opera.
Nella stagione 2013/2014 tornò all'Opera di Parigi come Edgardo nella Lucia di Donizetti e fece il suo esordio con la Canadian Opera Company cantando Rodolfo ne La bohème, oltre a cantare il Requiem verdiano alla San Francisco Opera, interpretare Alfred in Die Fledermaus al Metropolitan e Corrado ne Il corsaro con la Washington Concert Opera; sempre nella stessa stagione fu il protagonista del Faust per la De Nationale Opera e Alfredo nella Traviata al Glyndebourne Festival Opera. Tra il 2014 e il 2015 fu ancora Rodolfo alla San Francisco Opera e al Metropolitan, fece il suo debutto sulle scene australiane con il Faust e tornò al Met nella Lucia Di Lammermoor, oltre ad interpretare l'eponimo protagonista nell'allestimento di Poliuto a Glyndebourne. L'anno successivo fu Rodolfo in Luisa Miller e Don Carlo nell'opera verdiana in scena alla San Francisco Opera, Rodolfo nella Bohème all'Opernhaus Zürich e alla Royal Opera House e il Duca di Mantova all'Opera di Parigi.
Nella stagione 2016/2017 cantò Faust all'Houston Grand Opera, il Requiem di Verdi al Teatro reale danese, Rodolfo e Alfredo negli allestimenti del Met de La bohème e La traviata, Giovanni Battista in Hérodiade con la Washington Concert Opera; tenne anche dei recita nel Nord-America e Londra. Tra il 2017 e il 2018 fu ancora ne La bohème a Covent Garden e al Metropolitan, cantando inoltre Des Grieux in Manon alla San Francisco Opera, Edgardo nella Lucia al Met e al Teatro dell'Opera di Sydney  e il Duca di Mantova alla Los Angeles Opera e alla Royal Opera House; presenziò inoltre al Concerto di Capodanno di Venezia nel 2018 e cantò il "Nessun Dorma". Nella stagione successiva ampliò il proprio ruolo cantando le parti di Tony in West Side Story, Faust in Mefistofele al Met, Werther nell'opera di Massenet e Carlo VII in Giovanna d'Arco a Madrid. Nel 2020 cantò ne Les Contes D'Hoffmann all'Opéra Bastille, La Traviata e Un ballo in maschera a Madrid, La rondine al San Carlo e La bohème a Mosca, mentre nel 2021 è Cavaradossi in Tosca per l'Opéra national de Paris. Nel 2022 esordì nel ruolo di Calaf in Turandot al Teatro dell'Opera di Roma. Nel 2023 fu Calaf e Des Grieux al Gran Teatre del Liceu e Cavaradossi alla Wiener Staatsoper. Nel 2024 ha cantato come Don José al Metropolitan, Pinkerton al Teatro Real de Madrid, Riccardo in Un ballo in maschera alla San Francisco Opera, Cavaradossi alla Staatsoper Berlin, Rodolfo in Luisa Miller al Teatro di San Carlo e ha fatto il suo debutto come Manrico ne Il trovatore al Met.

### Vita privata
Dichiaratamente gay, Fabiano è stato sposato con Bryan McCallister dal 2018 al 2020.

## Repertorio
| Ruolo             | Titolo                 | Autore      |
| ----------------- | ---------------------- | ----------- |
| Christian         | Cyrano de Bergerac     | Alfano      |
| Tony              | West Side Story        | Bernstein   |
| Don José          | Carmen                 | Bizet       |
| Faust             | Mefistofele            | Boito       |
| Edgardo           | Lucia di Lammermoor    | Donizetti   |
| Gennaro           | Lucrezia Borgia        | Donizetti   |
| Poliuto           | Poliuto                | Donizetti   |
| Faust             | Faust                  | Gounod      |
| Des Grieux        | Manon                  | Massenet    |
| Giovanni Battista | Hérodiade              | Massenet    |
| Werther           | Werther                | Massenet    |
| Nathanael         | I racconti di Hoffmann | Offenbach   |
| Rinuccio          | Gianni Schicchi        | Puccini     |
| Ruggero           | La rondine             | Puccini     |
| Rodolfo           | La bohème              | Puccini     |
| Pinkerton         | Madama Butterfly       | Puccini     |
| Cavaradossi       | Tosca                  | Puccini     |
| Calaf             | Turandot               | Puccini     |
| Alfred            | Il pipistrello         | Strauss     |
| Ussaro            | Mavra                  | Stravinskij |
| Duca di Mantova   | Rigoletto              | Verdi       |
| Carlo VII         | Giovanna d'Arco        | Verdi       |
| Corrado           | Il corsaro             | Verdi       |
| Riccardo          | Un ballo in maschera   | Verdi       |
| Rodolfo           | Luisa Miller           | Verdi       |
| Alfredo           | La traviata            | Verdi       |
| Manrico           | Il trovatore           | Verdi       |
| Don Carlo         | Don Carlo              | Verdi       |

## Filmografia (parziale)
| Anno | TitoloRuolo             | Cast                                           | Direttore Regista                  | Teatro                   | Etichetta           |
| ---- | ----------------------- | ---------------------------------------------- | ---------------------------------- | ------------------------ | ------------------- |
| 2011 | Lucrezia Borgia Gennaro | Renée Fleming                                  | Riccardo Frizza John Pascoe        | San Francisco Opera      | EuroArts            |
| 2017 | La traviata Alfredo     | Sonja Jončeva, Thomas Hampson                  | Nicola Luisotti Willy Decker       | Metropolitan Opera House | Met Opera on Demand |
| 2018 | La bohème Rodolfo       | Sonja Jončeva, Susanna Phillips, Lucas Meachem | Marco Armiliato Franco Zeffirelli  | Metropolitan Opera House | Met Opera on Demand |
| 2019 | Manon Des Grieux        | Lisette Oropesa, Artur Rucinski                | Maurizio Benini Alfonso Antoniozzi | Metropolitan Opera House | Met Opera on Demand |

## Premi e onorificenze
- Cittadinanza onoraria del Comune di Scilla.